# Tots cap a l'Oest
Tots cap a l'Oest (francès: Tous à l'Ouest : Une Aventure de Lucky Luke) és una pel·lícula d'animació francesa del 2007 dirigida per Olivier Jean-Marie i escrita pel mateix Jean-Marie i Jean-François Henry. Està basada en la sèrie de televisió d'animació de 2001-2003 Les Nouvelles Aventures de Lucky Luke (que al seu torn està basada en la sèrie de còmics francobelga de Morris) i vagament basada en La Caravane de Morris i René Goscinny. La pel·lícula va ser produïda per Xilam, France 3 Cinéma, Pathé, Dargaud Média i Lucky Comics, i es va estrenar als cinemes francesos el 5 de desembre de 2007. S'ha doblat al català.